# ГЕС Xiqiaohe I
ГЕС Xiqiaohe I (西洱河一级水电站) — гідроелектростанція на півдні Китаю у провінції Юньнань. Знаходячись перед ГЕС Xiqiaohe II, становить верхній ступінь каскаду на річці Xiqiao, яка дренує озеро Ерхай та впадає ліворуч до Янбі (Heihui), яка, своєю чергою, є лівою притокою однієї з найбільших річок Південно-Східної Азії Меконгу (басейн Південнокитайського моря).
Накопичення ресурсу для роботи каскаду відбувається у природному озері Ерхай, яке має площу 250 км2 та об'єм у 2,77 млрд м3. При цьому зведена за кілька кілометрів після виходу Xiqiao з водойми бетонна гребля дозволяє регулювати рівень поверхні між позначками 1969 та 1973,5 метра НРМ, що забезпечує корисний об'єм у 1,08 млрд м3.
Гребля спрямовує ресурс у прокладений під правобережним масивом дериваційний тунель довжиною 8,2 км з діаметром від 4,3 до 5,6 метра. В системі також працює вирівнювальний резервуар висотою 76 метрів.
У підсумку вода надходить до підземного машинного залу, обладнаного трьома турбінами типу Френсіс потужністю по 35 МВт, які використовують напір у 220 метрів. Проєктний виробіток електростанції має становити 440 млн кВт·год електроенергії на рік, при цьому фактичний показник за перші три десятки років експлуатації становив 311 млн кВт·год.
Видача продукції відбувається по ЛЕП, розрахованих на роботу під напругою 220 кВ та 110 кВ.